# Hespérie pannonienne
Muschampia cribrellum
Espèce
L’Hespérie pannonienne, Muschampia cribrellum, est une espèce d'insectes lépidoptères (papillons) qui appartient à la famille des Hesperiidae, à la sous-famille des Pyrginae et au genre Muschampia.
- Envergure : 13 à 16 mm.
- Période de vol : fin mai à juin.
- Habitat : zones arides.
- Plante-hôte : Potentilla sp.
- Répartition : de la Roumanie jusqu'à la région du fleuve Amour.